# Oressochen
Oressochen är ett fågelsläkte i familjen änder inom ordningen andfåglar: Släktet omfattar här två arter som förekommer i Sydamerika, dels i Orinocoflodens och Amazonflodens vattensystem söderut till nordvästra Argentina, dels i Anderna från södra Peru till centrala Chile:
- Orinocogås (O. jubatus)
- Andinsk gås (O. melanopterus)

Tidigare placerades orinocogås som ensam art i släktet Neochen och andinsk gås i släktet Chloephaga, och vissa gör det fortfarande. DNA-studier visar dock att de är varandras närmaste släktingar, väl skilda från övriga Chloephaga.